# 高興半島

高興郡(赤色:居金島などを含む)

高興半島(コフンはんとう、고흥반도)は、 朝鮮半島の南部にあり、宝城湾と順天湾の間にある半島。全域が韓国全羅南道高興郡に属する。北端の幅は約2kmの地峡を介して朝鮮半島と接している。
2011年8月21日、高興半島における大規模停電状態が発生した。筏橋変電所から高興変電所につながる送電送電線が事故で切れて、約7分間高興半島全域が停電した。